# 前田利和 (七日市藩主)
前田 利和（まえだ としよし）は、江戸時代後期の大名。上野国七日市藩10代藩主。官位は従五位下・大和守。七日市藩前田家10代。

## 生涯
寛政3年（1791年）1月16日、旗本・前田武宣（第6代藩主・前田利理の六男で第7代藩主・利尚の弟）の三男として生まれる。第9代藩主・利以の養子となり、文化5年（1808年）11月8日に利以（当時41歳）が鶴心斎宗啓と名乗って隠居したため、家督を継いだ。しかし、利以は隠居後も藩政の実権を握り、江戸に別宅を建てるなど贅沢な生活を送ったために藩財政が逼迫した。しかし、これは鶴心斎の江戸詰めの腹心が藩主利和との仲を裂こうという陰謀であったといわれている。このことに本家の加賀藩は怒り、藩主の本家出入りを禁じた。文化9年（1812年）4月、御用人格（150石、御徒士支配）の須藤岡之進は、藩主利和と鶴心斎との軋轢と本家の怒りを解くため、遺書に諌言を書き、夫妻で切腹して果てた。これをきっかけに仲も修復され、本家との関係も修復するに至った。
また、藩財政の逼迫は、人口減少や税収減などの問題も抱えることとなる。このため、文化13年（1816年）8月に「生育講」を創設する。これは藩内から集めた6万3000両を基金にして貧民救済の手当金、妊娠している女性や4人以上子供のいる家族、幼児のいる家族に対する手当金などを与える制度である。さらに倹約令を出して財政再建を目指し、出産について定めた民生条目14か条などを制定するが、隠居した利以が文政11年（1828年）に死去するまでは贅沢が続いて藩財政は再建されなかった。また、文政4年（1821年）には大旱魃にみまわれた。
文化6年（1809年）に駿府城警護、文政3年（1820年）には大坂城の警護をしている。また、天保7年（1836年）には藩祖利孝二百年忌を行い、御宝塔を建立した。
天保10年（1839年）11月12日に死去した。享年49。跡を養子の利豁が継いだ。

## 系譜
父母
- 前田武宣（実父）
- 貞光院（実母）
- 前田利以（養父）

正室、継室
- 恵照院 ー 岩城隆恕の娘（正室）
- 建 ー 南部信鄰の娘（継室）

子女
- 男子（夭折）
- 男子（夭折）
- 男子（夭折）
- 松之助（夭折）
- 豊
- 保
- 前田恒八郎
- 雅
- 鉦
- 前田錦之助
- 男子（夭折）
- 加納久成[1]（彦十郎、利兼。八男）
- 睦 ー 南部信民正室　母は南部建
- 前田利器

養子
- 前田利豁 ー 前田利幹の八男